# Refuge Duc des Abruzzes à l'Oriondé
Le refuge Duc des Abruzzes à l'Oriondé se situe dans le haut Valtournenche, en Vallée d'Aoste, dans les Alpes pennines italiennes, à 2 802 mètres d'altitude.

## Histoire
Il a été bâti au début du XXe siècle. Il a été restauré plusieurs fois.

## Caractéristiques et informations
Il est dédié à Louis-Amédée de Savoie, duc des Abruzzes, alpiniste et explorateur polaire italien.

## Accès
L'accès au refuge s'effectue en deux heures environ à partir du Breuil, ou bien en une heure à partir du Plan Maison.

## Ascensions
- Cervin - 4 478 mètres - Ce refuge constitue un point de passage de la voie normale du Cervin du versant italien. Pour la nuit, l'étape prévue est le refuge Jean-Antoine Carrel, réservée aux alpinistes experts.